# Franz Ertl (Politiker, 1872)

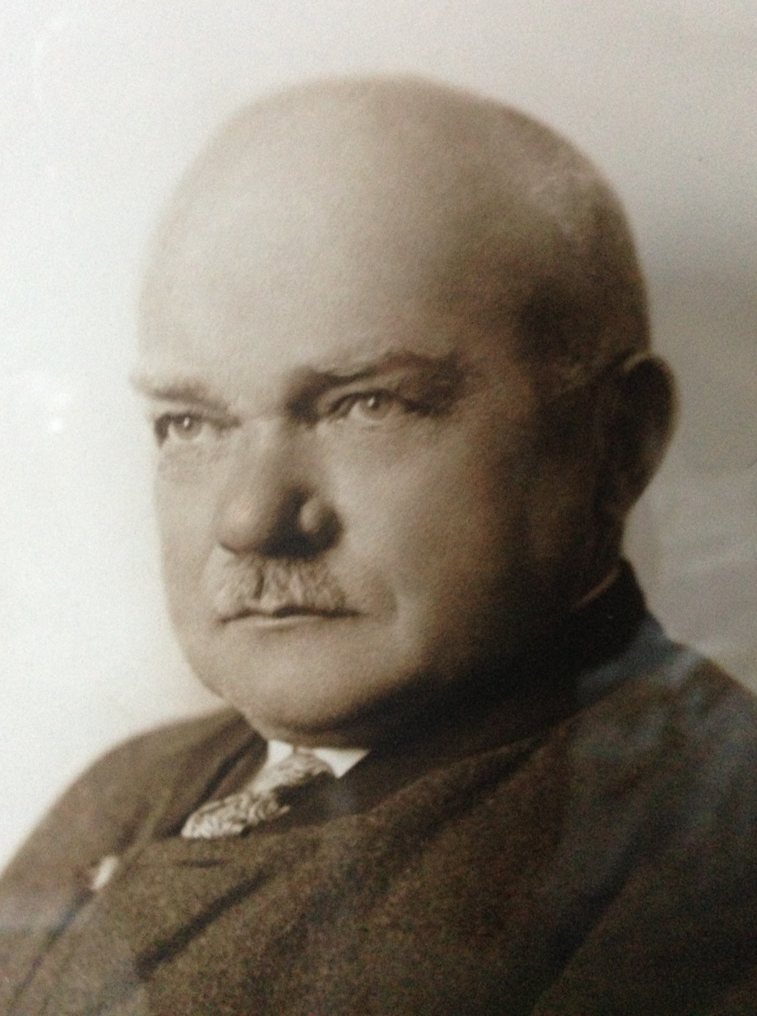
Portraitfoto von Franz Ertl, Österreichischer Nationalrat von 1923 bis 1933

 Franz Ertl  (* 5. Oktober 1872 in Linz, Oberösterreich; † 9. Dezember 1933 in Lambach, Oberösterreich) war Bahnbediensteter und christlichsozialer Politiker.
Der in Lambach wohnende Lokführer wurde 1918/1919 Mitglied der Provisorischen Landesversammlung Oberösterreich und blieb bis 1925 oberösterreichischer Landtagsabgeordneter. Im Jahre 1923 wurde er in den Nationalrat gewählt und wirkte dort bis zu seinem Ableben. Seit 1929 war er auch Mitglied der Gemeindevertretung von Lambach.
Ertl war Gründer der Ortsgruppe der Verkehrsbediensteten in Lambach, Bezirksobmann der christlich-deutschen Turnerschaft und Obmann der Baugenossenschaft „Wohnungsbau“.
Ertl war verheiratet und hatte vier Kinder.